# 322 av. J.-C.
Cette page concerne l'année 322 av. J.-C. du calendrier julien proleptique.

## Événements
- 18 mars (15 mars du calendrier romain) : début à Rome du consulat de Quintus Fabius Maximus Rullianus et Lucius Fulvius Curvus[1]. Selon Tite-Live, Aulus Cornelius Cossus Arvina est nommé dictateur afin de mener la guerre dans le Samnium pour empêcher les Samnites de réunir une armée de mercenaires ; les deux consuls obtiennent des victoires qui leur vaut les honneurs du triomphe. Échec d’une ambassade samnite pour demander la paix à Rome[2]. Suicide de Papius Brutulus, à l’origine de la rupture de la trêve en 327 av. J.-C., que les Samnites envisageaient de livrer à Rome pour garantir la paix[1].

- Printemps-été : 
  - Perdiccas, à la tête de l'armée royale, aide Eumène de Cardia à conquérir sa satrapie de Cappadoce, après le refus d'Antigone le Borgne de s'en charger. Perdiccas demande des comptes à Antigone, qui se réfugie auprès d’Antipatros[3].
  - Ptolémée s'empare de la Cyrénaïque qu'il confie à Ophellas. Thibron, un mercenaire spartiate qui tentait de s'emparer de Cyrène à  la faveur d'une guerre civile entre démocrates et partisans de l'oligarchie, est capturé et exécuté[4].
- Juin, guerre lamiaque : victoire de l’amiral macédonien Cleitos à la bataille navale d’Amorgós sur les Athéniens et leurs alliés[5].

- 5 septembre : victoire des Macédoniens Antipatros et Cratère sur terre à la bataille de Crannon en Thessalie sur les Grecs révoltés[6]. Fin de la guerre lamiaque ; les Macédoniens négocient avec chaque cité séparément[5]. La Ligue de Corinthe est dissoute[7].
  - Antipatros impose à Athènes une constitution censitaire réservant la citoyenneté à ceux qui possèdent plus de 2 000 drachmes. 9 000 citoyens sur 21 000 conservent leurs droits civiques. Antipatros invite les Athéniens privés de leur citoyenneté à émigrer en Thrace. Les plus pauvres, privés des indemnités de fonctions (misthoi) et des allocations du fonds des spectacles (théôrikon), doivent s’y résigner[5]. Démade, l'un des chefs du parti macédonien, avec Phocion, demande la mort des amis de Démosthène : Hypéride est exécuté par les sbires d'Antipatros, Démosthène s’empoisonne[8].
  - D’après Diodore de Sicile, Athènes compte 31 000 citoyens avant la réforme d’Antipatros[9] (21 000 selon Plutarque).

- En Égypte, Ptolémée élimine Cléomène de Naucratis[5].
- En Inde, Chandragupta Maurya (Sandracottos des Grecs), conseillé par le brahmane Chânakya, profite de la révolte contre le pouvoir grec pour recruter une petite armée et chasser les Grecs du Pendjab ; après avoir renforcé ses positions, il attaque le Magadha en 321 av. J.-C.[10].

## Décès en 322 av. J.-C.
- Aristote, philosophe et savant grec, à Chalcis.
- Démosthène, homme politique grec.
- Hypéride, orateur et homme d'État athénien.
- Cléomène de Naucratis, satrape d'Égypte
- Papius Brutulus, chef politique samnite, suicidé.